# El Cabritero de Domínguez
El Cabritero de Domínguez är en ort i Mexiko.   Den ligger i kommunen Petatlán och delstaten Guerrero, i den södra delen av landet, 300 km sydväst om huvudstaden Mexico City. El Cabritero de Domínguez ligger 26 meter över havet och antalet invånare är 167.
Terrängen runt El Cabritero de Domínguez är platt.  Närmaste större samhälle är Petatlán, 6,6 km öster om El Cabritero de Domínguez. Omgivningarna runt El Cabritero de Domínguez är en mosaik av jordbruksmark och naturlig växtlighet.